# Endlers Guppy
Endlers Guppy (Poecilia wingei), auch Endler oder Endler-Guppy genannt, ist ein Lebendgebärender Zahnkarpfen, der endemisch im nördlichen Venezuela vorkommt.

## Entdeckungsgeschichte
Endlers Guppy wurde nachweislich zuerst 1937 von Franklyn F. Bond auf der Halbinsel Paria gefangen und in die USA verschickt. Den konservierten Exemplaren schenkte allerdings niemand Beachtung, da man sie für gewöhnliche Guppys hielt. Im Jahr 1975 fing der Evolutionsbiologe John A. Endler in der ausgesüßten Laguna de los Patos in der Nähe der Stadt Cumaná einige außergewöhnliche Guppys und gab die Exemplare an den Ichthyologen und Taxonomen Donn Rosen vom American Museum of Natural History weiter. Dieser verstarb allerdings, bevor er die Fische beschreiben konnte, hatte aber einige lebende Exemplare vorher an den Genetiker Klaus Kallmann weitergegeben, der im New York Aquarium arbeitete. Über Kallmann gelangten Fische zu Fischzüchtern, die ihre Nachkommen als Endlers Guppys vertrieben. 2004 untersuchten zwei Ichthyologen Guppys aus der Umgebung von Cumaná und kamen zu dem Schluss, dass diese zwar noch keine eigenständige Art seien, aber deutliche Unterschiede zum Gewöhnlichen Guppy (Poecilia reticulata) aufwiesen. Die Erstbeschreibung einer neuen Guppyart aus der Campoma-Lagune in der Nähe von Cariaco erfolgte 2005 durch Poeser, Kempkes und Isbrücker als Poecilia wingei; im Jahre 2009 wurde durch den Vergleich molekularer Daten nachgewiesen, dass die Guppys von Cumaná und die von Campoma identisch sind und die Cumaná-Guppys somit auch Poecilia wingei zuzuordnen sind.  
Der Bau und die zum „normalen“ Guppy andere Ausprägung des Gonopodiums ließen diese Neubeschreibung zu. Das wichtigste Unterscheidungsmerkmal zwischen der altbekannten Poecilia reticulata und der erst 2005 beschriebenen Art Poecilia wingei ist jedoch die Beobachtung von „Character displacement“ durch Poeser, Kempkes & Isbrücker. „Character displacement“ tritt bei nahe verwandten Arten auf, deren Verbreitungsgebiete angrenzend sind. Je dichter die Populationen der unterschiedlichen Arten benachbart sind, umso größer sind die phänotypischen Unterschiede zwischen den Arten. Die phänotypische Abgrenzung der Arten voneinander verhindert offenbar Hybridisierungen durch artübergreifende Paarungen. Des Weiteren beobachteten die Autoren Unterschiede im Balzverhalten der Männchen: Poecilia wingei umwirbt intensiver und länger die Weibchen als Poecilia reticulata.

## Verbreitung und Lebensraum
Endlers Guppy bewohnt das nördliche Venezuela und kommt dort ausschließlich in zwei geographisch voneinander getrennten Gebieten im Bundesstaat Sucre vor: zum einen in der Campoma-Lagune, bei Cariaco und in den Wasserläufen des umgebenden sumpfigen Geländes, insgesamt ein Gebiet von etwa 100 × 50 km, und zum anderen in der durch Müll und auslaufendes Öl stark verschmutzten Laguna de Patos sowie zwei weiteren Gewässern bei der Stadt Cumaná. Die Region ist durch Ausläufer der Anden vom restlichen Venezuela isoliert. Jenseits der Berge kommen nur noch Gewöhnliche Guppys vor. Die Population bei Cumana hat auch Kontakt zu Brackwasser.
Da Endlers Guppy nur ein kleines Verbreitungsgebiet hat, ist er im Vergleich zum gewöhnlichen Guppy wesentlich weniger anpassungsfähig. In seinem Lebensraum kommt er vor allem in ufernahen Bereichen vor. Weitere dort beobachtete Fische sind piranhaartige Salmler, cichlasomatine Buntbarsche und die räuberischen Hechtbuntbarsche (Crenicichla sp.), die zu den Fressfeinden von Endlers Guppy gehören.

## Merkmale

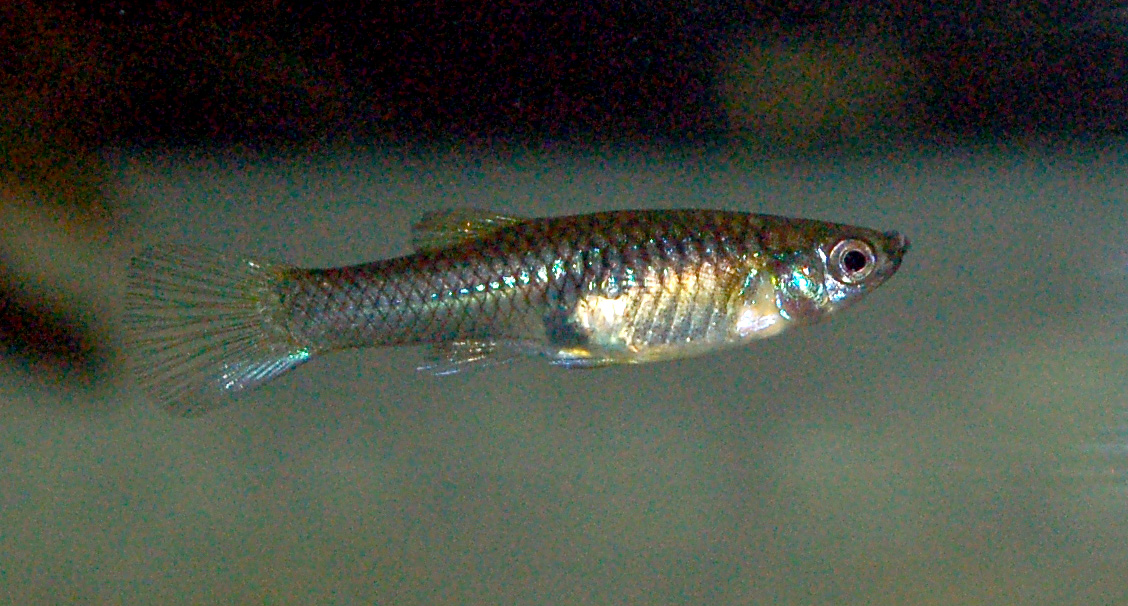
Weibchen

Endlers Guppy unterscheidet sich vom Gewöhnlichen Guppy durch die Farbe der Männchen, den Bau des Gonopodiums sowie einen leichten metallischen Schimmer bei den Weibchen von Endlers Guppy. Wie der Gewöhnliche Guppy weist Endlers Guppy einen deutlichen Geschlechtsdimorphismus auf. Die Weibchen sind größer als männliche Guppys und erreichen eine Standardlänge von etwa 2 bis 2,9 cm. Sie sind schlicht gräulich-beige gefärbt und kräftig gebaut. Geschlechtsreife Weibchen weisen einen deutlich erkennbaren Trächtigkeitsfleck auf. Die Flossen sind nicht ausgezogen.

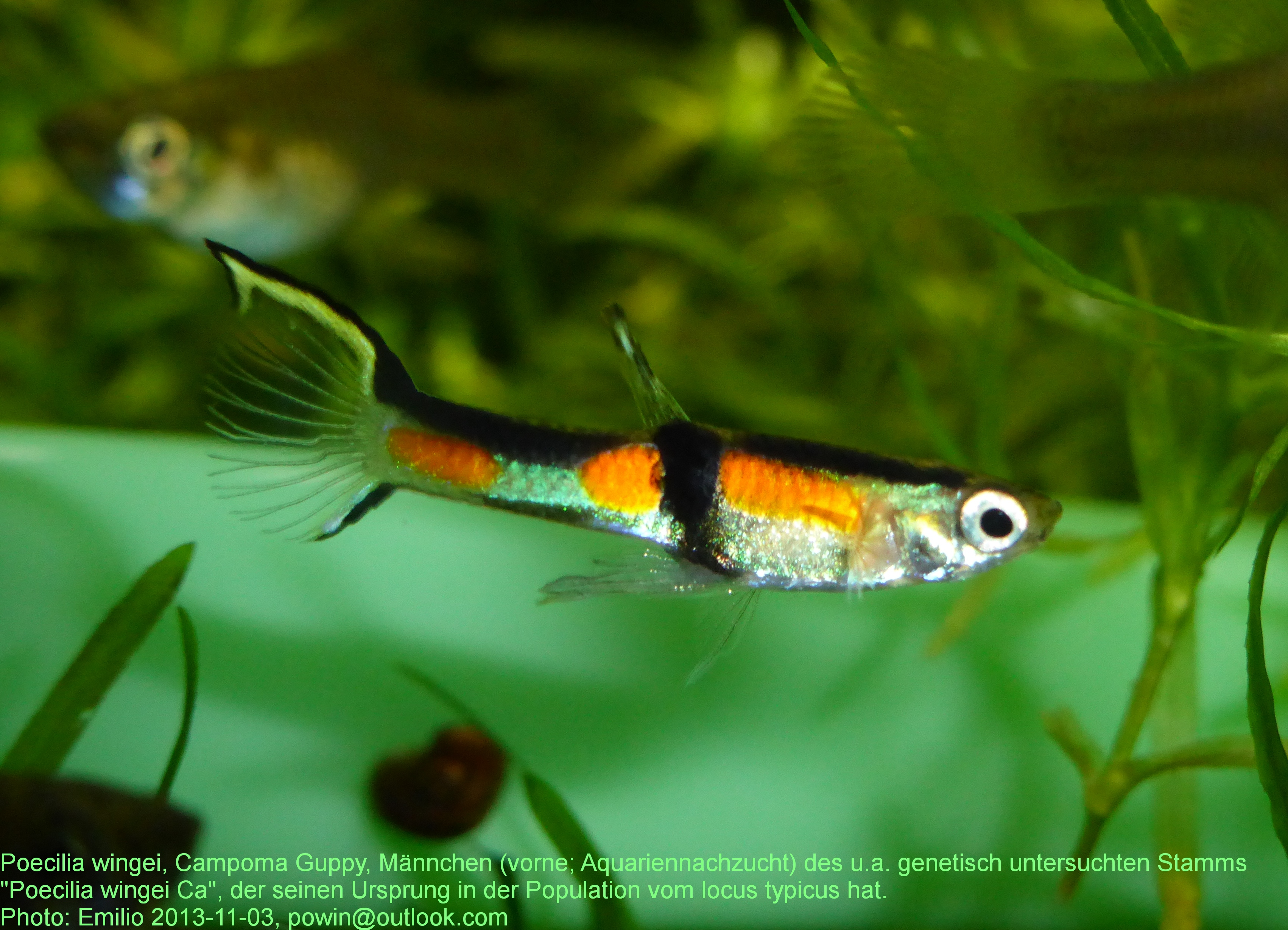
Poecilia wingei, Campoma-Guppy, Männchen (vorne, Aquariennachzucht) aus der auch genetisch untersuchten Population der Typuslokalität mit dem charakteristischen vertikalen schwarzen Band in der Körpermitte und typischer doppelschwertähnlicher Färbung der nur bei der oberen Schwertspitze leicht ausgezogenen Schwanzflosse

Männliche Endlers Guppy werden nicht mehr als 1,5 bis 1,96 cm lang. Wie beim Gewöhnlichen Guppy können einige Flossenstrahlen der Rücken- und der Schwanzflosse verlängert sein. Zudem sind sie durch allerlei Flecken und Bänder bunt gemustert. Charakteristisch ist ein vertikales schwarzes Band in der Körpermitte für männliche Poecilia wingei aus der Campoma-Region, insbesondere auch von der Typuslokalität.
Bei Endlers Guppy wird die Rückenflosse von 6 bis 7 Flossenstrahlen gestützt, die Afterflosse von 9 und die Schwanzflosse von 12 bis 14 Strahlen. Bei den Männchen ist die Afterflosse zu einem Begattungsorgan, dem Gonopodium umgeformt. Die ersten beiden Afterflossenstrahlen sind kurz, die dritte, vierte und fünfte sind verlängert und bilden eine Rinne zum Spermientransfer, die Flossenstrahlen 6, 7, 8 und 9 sind verkürzt. Die Anzahl der kammartig angeordneten Stacheln auf dem dritten Flossenstrahl des Gonopodiums beträgt 14 bis 18.

## Fortpflanzung
Endlers Guppy ist vivipar (lebendgebärend). Die Weibchen werfen in Intervallen von 28 bis 43 Tagen maximal 40 Jungfische.